# 柳澤純希
柳澤 純希（やなぎさわ じゅんき、1991年5月9日 - ）は、北海道亀田郡七飯町出身の陸上競技選手。専門は短距離走・中距離走。

## 人物
北海道亀田郡七飯町出身。七飯町立七重小学校時代に陸上競技を始め、七飯町立大中山中学校を経て、2007年に函館大学付属有斗高等学校に進学して全国高等学校総合体育大会陸上競技大会（インターハイ）と日本学生陸上競技対校選手権大会（インカレ）の100mで日本一を達成した実績がある西川康秀の指導を受けた。
2010年に日本大学に進学し、インカレに出場する。
2014年に日本大学卒業後は2019年まで住友電工に所属し、2015年のかわさき陸上競技フェスティバルの800mでは1'49"57の記録を残している。